# Eichmannreferat

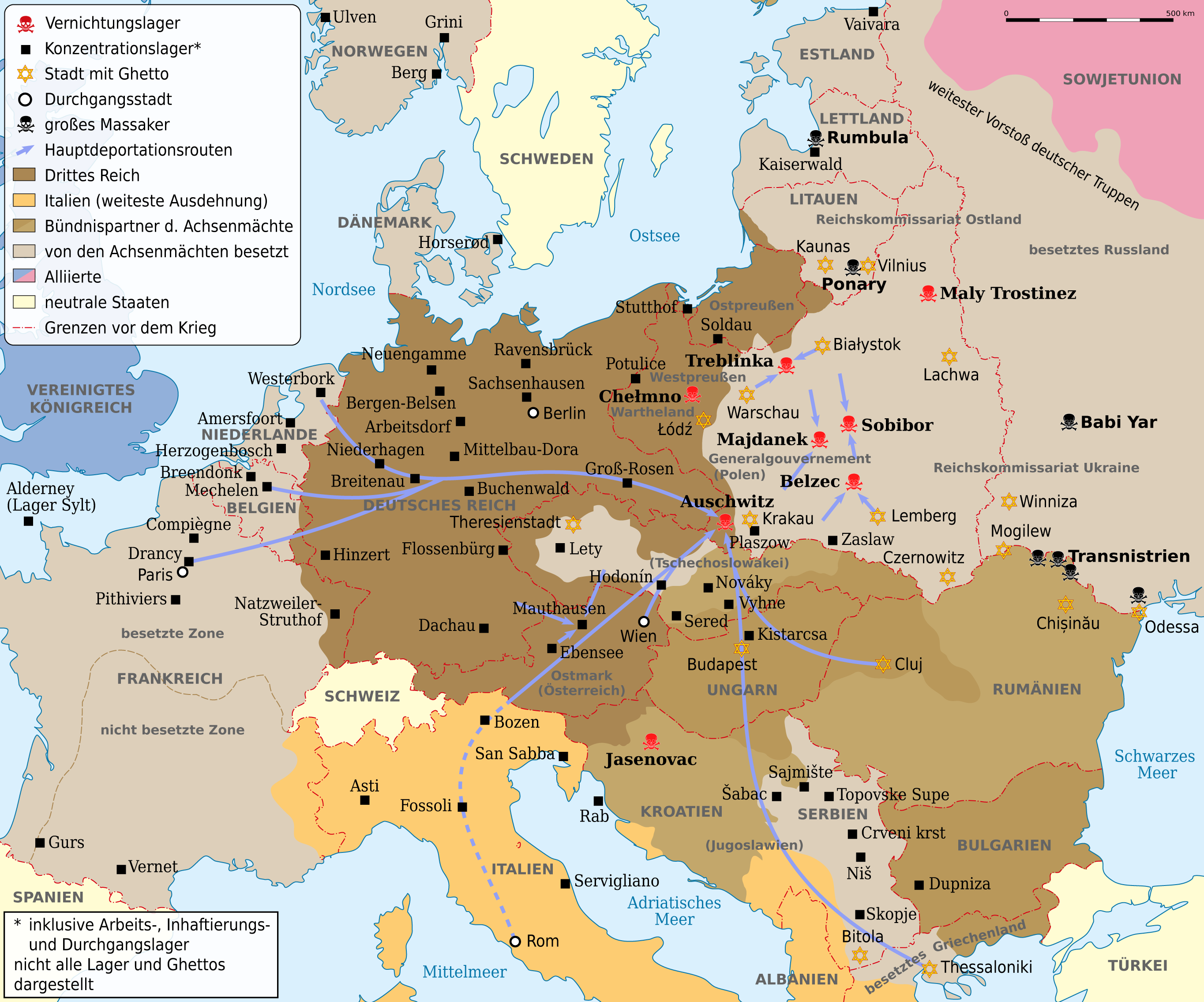
Deportationsrouten (1939–1945)

Als Eichmannreferat, auch Judenreferat, wird eine Gestapo-Abteilung im Reichssicherheitshauptamt (RSHA) während des Zweiten Weltkrieges bezeichnet. In dieser Dienststelle, in der Berliner Kurfürstenstraße 115/116, wurde ab 1941 die sogenannte Endlösung der Judenfrage administrativ koordiniert und organisiert. Die Mitarbeiter des Eichmannreferates waren somit maßgeblich am Holocaust beteiligt. Leiter dieser Dienststelle war ab Dezember 1939 durchgehend Adolf Eichmann; ab 1941 war Rolf Günther sein ständiger Stellvertreter. Sogenannte „Judenreferenten“ gab es auch in etlichen anderen NS-Ämtern, insbesondere das Auswärtige Amt verfügte über ein eigenes „Judenreferat“, sowohl in Berlin als auch in vielen Botschaften. Ferner existierten regionale „Judenreferate“ innerhalb Deutschlands, die Befehle nur zögerlich vom RSHA entgegennahmen und eigene Befehlsketten, meist innerhalb der regionalen Gestapo, hatten.

## Aufbau
Das Referat ging aus dem Bereich II/112 des SD-Hauptamtes hervor, welches 1936 gebildet worden war. Anfang 1937 hatten sich die hier eingesetzten SD-Offiziere eine Art Manifest, mit der ihrer Auffassung nach „schändlichen“ Rolle des Judentums gegeben, aus der sie die Berechtigung zur Verfolgung und Vertreibung ableiteten. Das sollte mit dem Ziel einer „Endjudung Deutschlands“ erfolgen. Vermutlich stammte dieser Text von Adolf Eichmann, der bereits in den Anfangsschritten 1936 dem Referat zugegliedert worden war.
Mit der Bildung des Reichssicherheitshauptamtes 1939 wurde fast alle in diesen Anfangsjahren hier tätigen SD-Mitarbeiter übernommen. Vom Herbst 1939 datiert eine Konzeption Heinrich Müllers, der zufolge das bisherige Gestaporeferat II B (Konfessionen, Juden, Freimaurer, Emigranten und Pazifisten) aufgegliedert und der Bereich Judenangelegenheiten/Emigranten zu einem eigenen Sachgebiet zusammengefasst werden sollte. Das Sachgebiet entsprach der Zuständigkeit der seit Januar 1939 bestehenden Reichszentrale für jüdische Auswanderung, deren Geschäftsführer Eichmann war. Im Geschäftsverteilungsplan vom Februar 1940 firmierte das Eichmannreferat als IV D 4 (Auswanderung, Räumung) im Amt IV des RSHA, dem Gestapo-Amt. Für Eichmann, der bislang dem Sicherheitsdienst (SD) angehörte, bestand so die Möglichkeit, nachgeordneten Gestapodienststellen Anweisungen geben zu können. Die Zuständigkeit Eichmanns für die exekutive Behandlung der „Judenfrage“ war am 4. Januar 1940 durch Reinhard Heydrich entschieden worden. Im März 1941 wechselte das Eichmannreferat aus der Ländergruppe IV D in die Kirchengruppe IV B des RSHA und wurde nun als Referat IV B 4 bezeichnet. Gruppenleiter war Albert Hartl; Eichmann besprach Vorlagen und Entscheidungen jedoch direkt mit Amtsleiter Heinrich Müller, ohne sich an den formalen Dienstweg über Gruppenleiter Hartl zu halten. Im März 1944 wurde das RSHA entsprechend den Kriegserfordernissen umgegliedert; das Eichmannreferat firmierte nun als Fachreferat IV A 4 b in der Gruppe IV A unter Friedrich Panzinger.

## Personal und Aufgabenverteilung
Die Größe des Eichmannreferats mit Dutzenden von Mitarbeitern überstieg die der anderen RSHA-Referate, die üblicherweise fünf bis sechs Mitarbeiter hatten. Mehr Abteilung denn Referat, „entstand eine europaweit agierende Deportationszentrale“. Der SS-Obersturmführer Rudolf Jänisch leitete die Geschäftsstelle des Eichmannreferates während der gesamten Dauer ihres Bestehens.
Die Bedeutung des Referats wurde zusätzlich unterstrichen durch die getrennte Unterbringung von den anderen Referaten der Gruppe IV B in der Berliner Kurfürstenstraße 115/116, dem ehemaligen Vereins- und Wohngebäude des jüdischen Brüdervereins. Das repräsentative Vereins- und Wohngebäude des jüdischen Wohlfahrtvereins war zwischen 1908 und 1910 erbaut worden. Einige Beamte des Eichmannreferats wohnten gemeinsam in einem angrenzenden Haus.

### Sachgebiete und Leitung
| Sachgebiet                        | Sachgebietsleiter | Dienstrang                                            | Zeitraum                  | Aufgaben |
| --------------------------------- | ----------------- | ----------------------------------------------------- | ------------------------- | --- |
| Sachgebiet IV B 4a (Auswanderung) | Rolf Günther      | SS-Sturmbannführer und Stellvertreter Adolf Eichmanns | 1941 bis März 1944        | Deportation von Juden |
| Sachgebiet IV B 4b (Recht)        | Friedrich Suhr    | Regierungsrat, SS-Obersturmbannführer                 | Juli 1941 – November 1942 | Rechtsfragen bei Konfiszierung, Verwaltung und Verwertung von Eigentum der Deportierten, sowie Kooperation mit weiteren Behörden, die in die Enteignung der Deportierten involviert waren |
| Sachgebiet IV B 4b (Recht)        | Otto Hunsche      | Regierungsrat, SS-Hauptsturmführer                    | November 1942 – März 1944 | Rechtsfragen bei Konfiszierung, Verwaltung und Verwertung von Eigentum der Deportierten, sowie Kooperation mit weiteren Behörden, die in die Enteignung der Deportierten involviert waren |

### Personelle Aufgabenverteilung von 1941 bis März 1944
| Sachbearbeiter      | Aufgaben                                                                      | Sachgebiet                                                                      |
| ------------------- | ----------------------------------------------------------------------------- | ------------------------------------------------------------------------------- |
| Franz Novak         | Transport                                                                     | IV B 4a                                                                         |
| Herbert Mannel      | Auswanderungsstatistik                                                        | IV B 4a bis Dezember 1941                                                       |
| Franz Stuschka      | Organisation, ab Januar 1942 Zensur der jüdischen Häftlingspost               | IV B 4a                                                                         |
| Karl Hrosinek       | Administration                                                                | IV B 4b                                                                         |
| Fritz Wöhrn         | Generelle Fälle                                                               | bis Dezember 1941 IV B 4b danach mit gleichem Aufgabengebiet IV B 4a            |
| Ernst Moes          | Einzelfälle                                                                   | bis Dezember 1941 IV B 4b danach mit gleichem Aufgabengebiet IV B 4a            |
| Werner Kryschak     | Einzelfälle                                                                   | ab Januar 1942 IV B 4a                                                          |
| Richard Gutwasser   | Finanzen & Besitz                                                             | IV B 4b                                                                         |
| Max Pachow          | Finanzen & Besitz                                                             | ab Januar 1942 IV B 4b                                                          |
| Otto Hunsche        | von Dezember 1941 bis November 1942 Stellvertreter von Friedrich Suhr         | IV B 4b                                                                         |
| Friedrich Boßhammer | „Vorbereitung der Lösung der europäischen Judenfrage in politischer Hinsicht“ | Januar 1942 – November 1942 IV B 4b, danach mit gleichem Aufgabengebiet IV B 4a |
| Karl Kube           | Verfügungen                                                                   | Januar 1942 – November 1942 IV B 4b, danach mit gleichem Aufgabengebiet IV B 4a |
| Hans Wassenberg     | Aberkennung der deutschen Reichsangehörigkeit                                 | ab April 1943 IV B 4a                                                           |
| Alexander Mischke   | Aberkennung der deutschen Reichsangehörigkeit                                 | ab April 1943 IV B 4a                                                           |
| Willy Jeske         | Bekämpfung von Staatsfeinden                                                  | ab April 1943 IV B 4b                                                           |
| Paul Pfeifer        | Bekämpfung von Staatsfeinden                                                  | ab April 1943 IV B 4b                                                           |

Das Eichmannreferat in Berlin wurde im Wesentlichen von österreichischen Mitarbeitern aufgebaut, die nach dem „Anschluss“ von Österreich an das Deutsche Reich zunächst die Zentralstelle für jüdische Auswanderung in Wien und später jene in Prag begründet hatten. Diese Männer, unter ihnen Franz Stuschka und Franz Novak, waren „Alte Parteigenossen“ und fanden in der Wiener Zentralstelle nach Phasen der Arbeitslosigkeit eine erneute Anstellung. Sie besetzten später im Berliner Eichmannreferat vielfach übergeordnete Dienstposten.

## Aufgaben
„Ich kann nur nochmals sagen, daß, wenn auch Eichmann zumindest mir persönlich nie etwas über solche Judenmaßnahmen gesagt hat, es im ganzen Referat IV B 4 von den Schreibkräften angefangen bis nach oben bekannt war, daß die Juden systematisch getötet wurden. Es war uns auch bekannt, daß die arbeitsfähigen Juden zum Teil ausgesondert und, solange sie konnten, zur Arbeitsleistung herangezogen wurden, während die nicht arbeitsfähigen Juden liquidiert wurden. Wenn daher jemand aus dem Referat behauptet, davon nichts gewußt zu haben, so tut er dies wahrscheinlich aus verständlichen Gründen. Es war eben kein Geheimnis.“

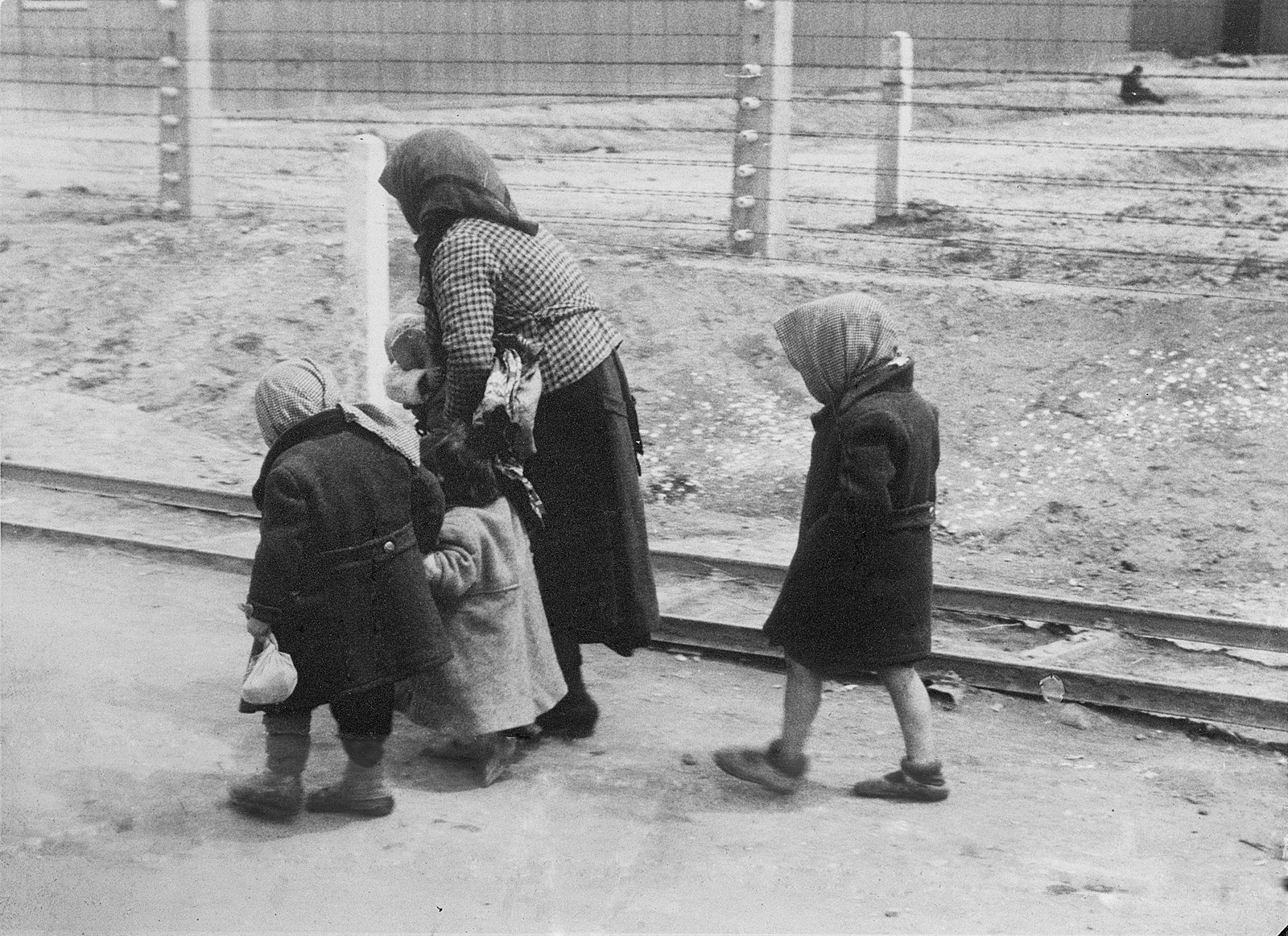
Beteiligung des Eichmannreferates bei Judendeportationen: Frau mit Kindern auf dem Weg in die Gaskammer des KZ Auschwitz-Birkenau im Mai/Juni 1944, Aufnahme des SS-Mannes Bernhard Walter, die mit Genehmigung Eichmanns in Auschwitz angefertigt wurde (Auschwitz-Album).

Eichmann war seit August 1938 Leiter der Wiener Zentralstelle für jüdische Auswanderung gewesen, die die zwangsweise Emigration von jüdischen Österreichern betrieb. Die Wiener Zentralstelle sowie eine weitere in Prag wurden der im Januar 1939 entstandenen, ab Oktober 1939 ebenfalls von Eichmann geleiteten Reichszentrale für jüdische Auswanderung unterstellt. Nach dem deutschen Überfall auf Polen organisierte Eichmann im Oktober 1939 die Deportation von Juden nach Nisko. Die Deportationen an die deutsch-sowjetische Demarkationslinie wurden bald eingestellt, ihre Bedeutung ist bis heute ungeklärt: Als möglich gelten ein zu eigenmächtiges Handeln Eichmanns, aber auch ein „Modellversuch“, in dem Heydrich und das kurz zuvor entstandene RSHA die Durchführbarkeit von Deportationen ins besetzte Polen beweisen wollten.
Am 21. Dezember 1939 bestimmte Heydrich Eichmann zum Sonderreferenten für die „Durchführung der Räumung im Ostraum“ im Amt IV des RSHA. Als Sonderreferent sollte Eichmann die von Himmler angeordnete Deportation von Juden und Polen aus Westpreußen und dem Warthegau, den vom Deutschen Reich annektierten westpolnischen Gebieten, durchführen. Bei den zuvor durchgeführten Deportationen in das Generalgouvernement, den besetzten Teil Polens, waren Schwierigkeiten aufgetreten, da die dortigen deutschen Besatzungsbehörden sich nicht in der Lage sahen, alle Deportierten unterzubringen. Zudem bestanden Transportprobleme. Laut der Niederschrift über eine Besprechung im RSHA am 30. Januar 1940 übernahm das Eichmannreferat die „zentrale Steuerung der Räumungsaufgaben“. Dabei unterstand dem Eichmannreferat das „Amt für die Umsiedlung der Polen und Juden“ in Posen, später als „Umwandererzentralstelle“ bezeichnet. Zwischen Mitte Februar und Mitte März 1940 wurden über 40.000 Menschen aus dem Warthegau deportiert, ehe die Widerstände innerhalb der NS-Führung zu groß wurden.

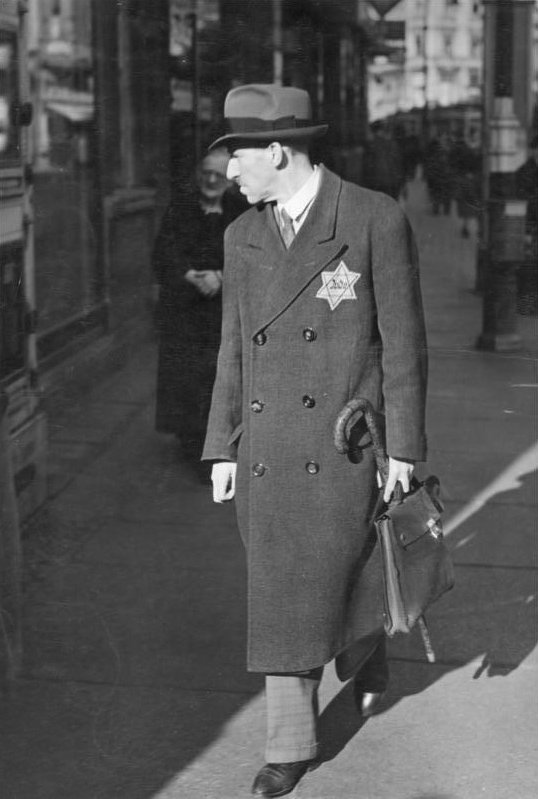
Mann mit Judenstern im September 1941

Zudem waren Mitarbeiter des Eichmannreferates an der Ausarbeitung des sogenannten „Madagaskarplans“ beteiligt. Der Plan sah die Deportation von vier Millionen europäischen Juden auf die vor der Ostküste Afrikas gelegene Insel Madagaskar vor, damals eine französische Kolonie. Nach späteren Angaben Dieter Wislicenys befasste sich Eichmann das ganze Jahr 1940 intensiv mit dem Madagaskarplan. Hierzu seien nach der deutschen Besetzung Frankreichs auch Studien im Pariser Kolonialministerium betrieben worden. Den Planungen waren diesbezügliche Überlegungen des „Judenreferenten“ vom Auswärtigen Amtes Franz Rademacher vorangegangen, die durch den Reichsaußenminister Joachim von Ribbentrop unterstützt wurden. Über Rademacher ließ Ribbentrop das Eichmannreferat von den außenpolitisch geprägten Erwägungen informieren, welche im Wesentlichen die Abtretung Madagaskars durch das Vichy-Regime an das Deutsche Reich vorsahen. Im Eichmannreferat wurden diese „Reservatspläne“ durch Erich Rajakowitsch, Theodor Dannecker und Eichmann geprüft und bezüglich ihrer praktischen Umsetzung weiter ausgearbeitet. Das Ergebnis, ein vierzehnseitiger Bericht, wurde Mitte August 1940 Rademacher zugeschickt. Der Madagaskar-Plan wurde jedoch nicht umgesetzt.
Innerhalb des Eichmannreferats entstanden Verordnungen, die zur Entrechtung und Isolation der Juden im Vorfeld der Deportationen beitrugen. Hierzu zählte die Verordnung vom September 1941, die Juden zum Tragen eines Judensterns verpflichtete und im Sachgebiet IV B 4a unter Friedrich Suhr entstand. Andere, zwischen September 1941 und Juni 1942 entstandene Verordnungen verpflichteten Juden beispielsweise zur Ablieferung von Schreibmaschinen, Fahrrädern, Fotoapparaten oder Skiausrüstungen und untersagten ihnen die Benutzung öffentlicher Verkehrsmittel. Verstöße gegen diese Polizeiverordnungen wurden mit „Schutzhaft“ geahndet, über deren Anordnung bei Juden das Eichmannreferat in Zusammenarbeit mit dem für „Schutzhaftangelegenheiten“ zuständigen RSHA-Referat IV C 2 entschied. Formulare zur Aberkennung der deutschen Staatsbürgerschaft während der Deportation von Juden gemäß der 11. Verordnung zum Reichsbürgergesetz enthielten eine Telefonnummer des Eichmannreferats, an die Rückfragen zu richten waren, und das auch leere Formulare ausstellte.
Nach dem Emigrationverbot für jüdische Bürger im Herbst 1941 umfasste der Aufgabenbereich „Judenangelegenheiten, Räumungsangelegenheiten, Einziehung volks- und staatsfeindlichen Vermögens, Aberkennung der reichsdeutschen Reichsangehörigkeit“. Spätestens im März 1941 wurde im Eichmannreferat erstmals auf die „kommende Endlösung der Judenfrage“ schriftlich hingewiesen. In der Folge oblag dem mit Exekutivbefugnissen ausgestatteten Eichmannreferat innerhalb des RSHA die verwaltungsmäßige Koordination und Organisation der Deportation von Juden aus Deutschland, dem Protektorat Böhmen und Mähren und schließlich aus den besetzten Gebieten in die Ghettos, Konzentrations- und Vernichtungslager. Das Eichmannreferat entsandte zudem sogenannte „Judenberater“ in verbündete Satellitenstaaten zur Umsetzung antijüdischer Maßnahmen in den betroffenen Staaten. Theodor Dannecker, seit September 1940 „Judenberater“ in Paris, unterstand offiziell dem Befehlshaber der Sicherheitspolizei und des SD in Frankreich, Helmut Knochen; faktisch war seine Dienststelle eine Außenstelle des Eichmannreferats; das ihm auch die Weisungen erteilte.

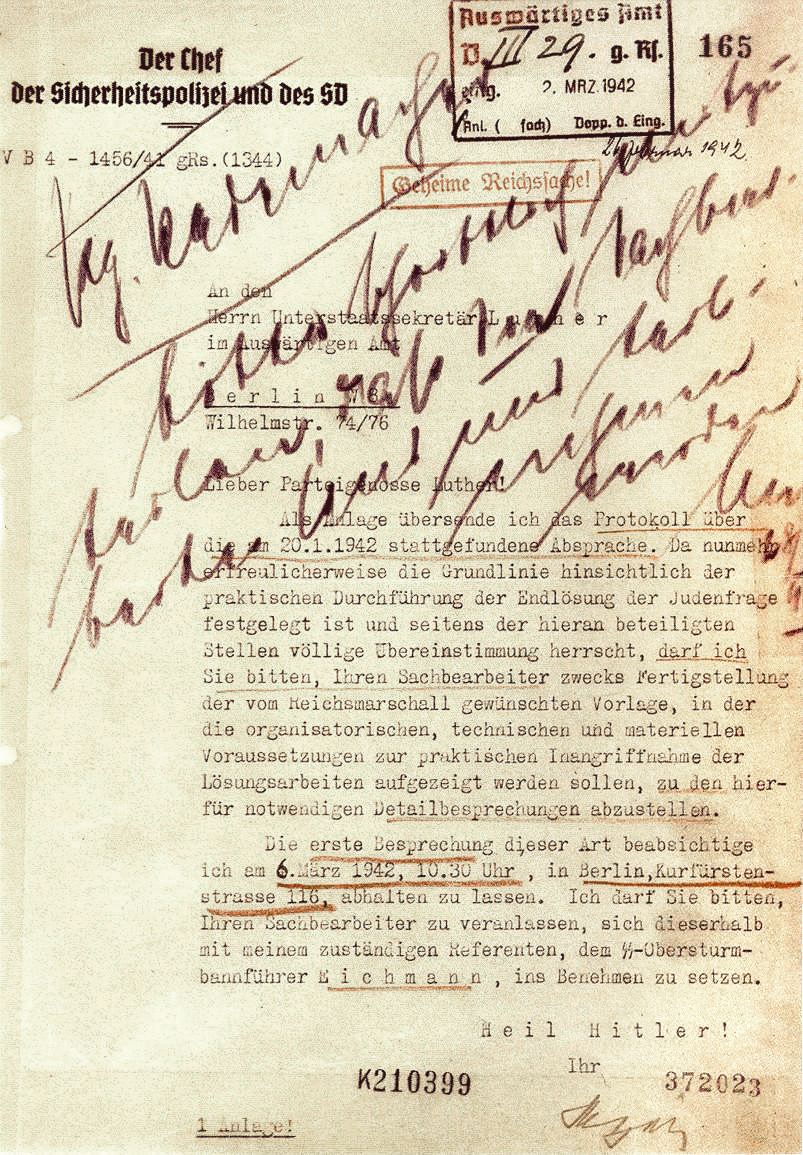
Einladung zur Folgekonferenz der Wannseekonferenz am 6. März 1942 im Eichmannreferat.

Unter dem Briefkopf des Eichmannreferats, unterschrieben von Heydrich, wurden die Einladungen für die zunächst für den Dezember 1941 geplante Wannseekonferenz verschickt. Eichmann war Protokollführer bei der in den Januar 1942 verschobenen Wannseekonferenz, bei der die organisatorische Durchführung der Deportation und Ermordung der europäischen Juden besprochen wurde. Unter Leitung Adolf Eichmanns fanden in der Kurfürstenstraße 116 am 6. März und am 27. Oktober 1942 zwei Folgekonferenzen auf Referentenebene statt. Thema der Konferenzen war unter anderem die Behandlung von „Mischlingen“, die vor die Wahl einer Sterilisation oder Deportation gestellt werden sollten. Die Teilnehmer der Konferenzen befürworteten eine Deportation von „Mischlingen“ in den Osten. Eine Realisierung der Pläne unterblieb insbesondere wegen Widerständen im Reichsjustizministerium; eine Regelung des „Mischlingsproblems“ sollte nach Kriegsende erfolgen. Ebenfalls am 6. März 1942 fand im Eichmannreferat eine Besprechung mit Vertretern regionaler Gestapostellen statt, bei der Eichmann Pläne für weitere Deportationen vorstellte und Instruktionen für deren Durchführung gab. Eichmann berichtete über eine Vereinbarung mit dem Oberkommando des Heeres (OKH), wonach Güterzüge zum Transport russischer Zwangsarbeiter auf ihrem Rückweg genutzt werden sollten. Die Züge mit einer Kapazität von 700 Personen sollten dabei zur Deportation von 1.000 Juden eingesetzt werden. Es sei wichtig, dass die Juden im Voraus nichts über die geplanten Deportationen wüssten, so Eichmann. Im Anschluss an Eichmanns Vortrag fand ein Erfahrungsaustausch der Gestapo-Beamten statt.
Im Gebäude des Eichmannreferats in der Kurfürstenstraße 116 bestand ein Arbeitskommando aus rund 30 Juden, die überwiegend in „privilegierten Mischehen“ lebten und deshalb von Deportationen ausgenommen waren. Das Arbeitskommando wurde zu Instandhaltungsarbeiten eingesetzt, insbesondere zum Feuerlöschen nach Luftangriffen, bei denen den Juden der Aufenthalt in Luftschutzkellern verboten war. Verantwortlich für das Arbeitskommando war Franz Stuschka; Überlebende schildern ihn als brutal und als Sadisten, der Angehörige des Arbeitskommandos schlug. Zwischen Oktober 1942 und Juni 1943 waren Beamte des Eichmannreferats an der Selektion Berliner Juden im Vorfeld der Deportationen in die Vernichtungslager beteiligt. Fritz Wöhrn und Rolf Günther wählten beispielsweise am 20. Oktober 1942 in der Gemeindeaktion 533 Juden aus, die ab dem 26. Oktober deportiert wurden. Es sind keine Überlebenden bekannt. Eichmann selbst führte 1941 und 1942 mehrere Reisen durch, die die Stätten der Massenvernichtung zum Ziel hatten. Vermutlich im November 1941 beobachtete er die Morde in den Vernichtungslagern Bełżec und Kulmhof; im März 1942 war er bei Massenerschießungen in Minsk anwesend; dokumentiert sind Besuche Eichmanns in Auschwitz und Treblinka, bei denen er die Gaskammern besichtigte. Noch in der Endphase des Zweiten Weltkrieges organisierte das Eichmann-Kommando von März bis Dezember 1944 die Deportation von bis zu 400.000 jüdischer Menschen aus Ungarn. Zwischen Herbst 1944 und Frühjahr 1945 erfolgten noch Deportationen aus der Slowakei mit etwa 12.000 jüdischen Menschen. Bereits 1942 waren schon bis zu 60.000 Juden aus der Slowakei deportiert worden. Der letzte Deportationstransport aus der Slowakei verließ am 30. März 1945 Sered mit dem Zielort Theresienstadt.

## Ende des Eichmannreferats

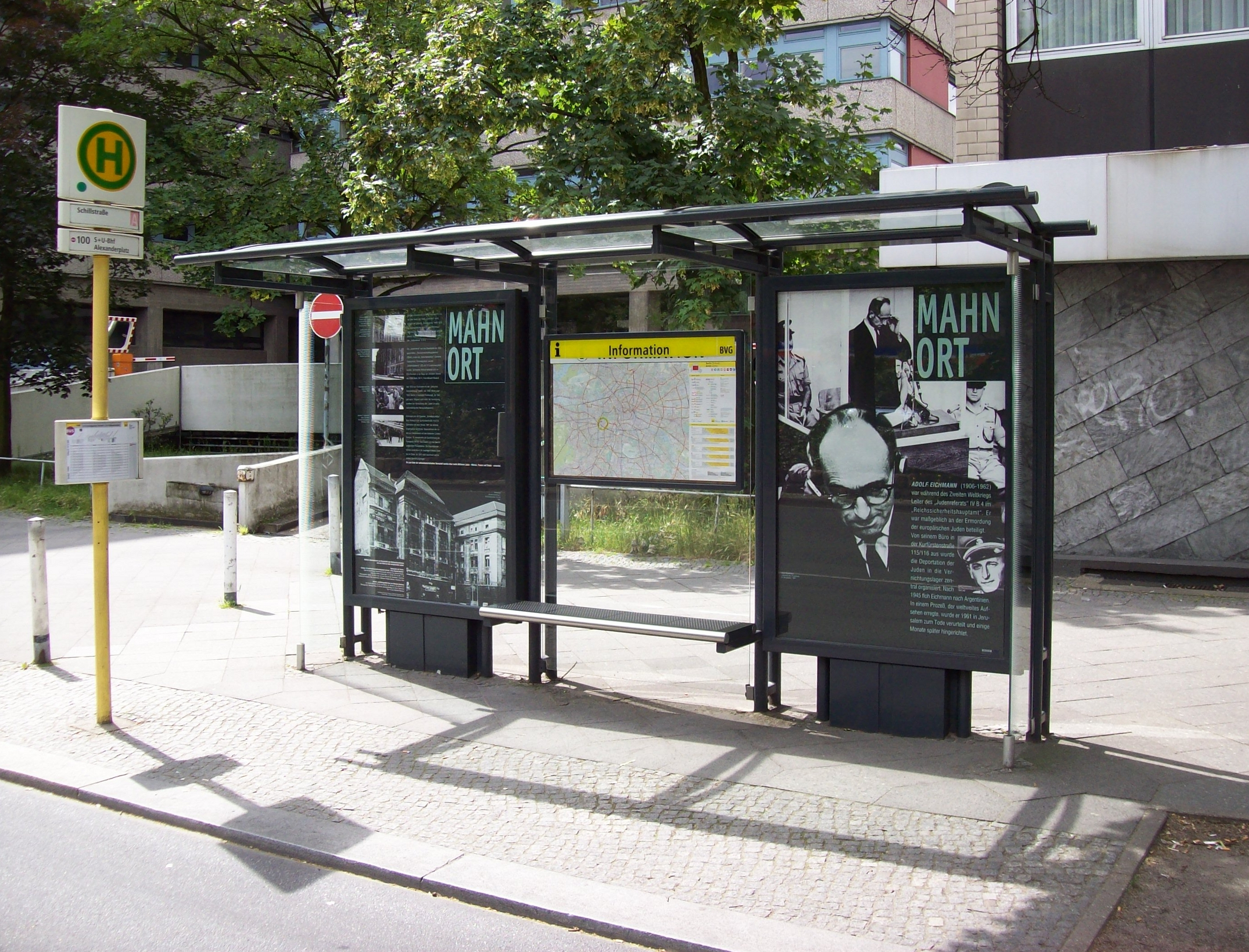
Eine zum Mahnmal umgestaltete Bushaltestelle erinnert an das Eichmannreferat in der Kurfürstenstraße (Bild von 2009).

In den letzten Kriegsmonaten wurden im Eichmannreferat, welches im Gegensatz zum Hauptgebäude des RSHA in der Prinz-Albrecht-Straße 8 durch den schweren Bombenangriff am 3. Februar 1945 keine Bombenschäden erhielt, auf Wunsch RSHA-Mitarbeitern zur Tarnung gefälschte Ausweise, Zeugnisse und Erklärungen ausgestellt. Eichmann, der sich unmittelbar vor Kriegsende mit weiteren Mitarbeitern seiner Dienststelle in Prag aufhielt, gelangte gegen Ende April 1945 in das Salzkammergut. Nachdem Eichmann sowie seine Begleiter Burger, Hunsche, Novak, Hartenberger und Slawik Anfang Mai 1945 dort Kisten unbekannten Inhalts – wahrscheinlich Raubgold und andere Vermögenswerte – versteckten, tauchten sie unter.
Wegen der Zugehörigkeit der Dienststelle des Amt IV B 4 und ihres Personals zur SS und zum SD wurde diese Institution vom Militärgerichtshof in Nürnberg 1947 als kriegsverbrecherische Organisation gekennzeichnet.
Eichmann musste sich ab April 1961 vor dem Jerusalemer Bezirksgericht im Eichmann-Prozess verantworten. Er wurde zum Tode verurteilt und am 31. Mai 1962 im Gefängnis von Ramla hingerichtet.
Das Gebäude in der Kurfürstenstraße 115/116, in dem das Eichmannreferat untergebracht war, wurde 1961 abgerissen. Heute erinnert eine zum Mahnmal umgestaltete Bushaltestelle der Berliner Verkehrsbetriebe an das Eichmannreferat.